# Ерохина, Наталья Павловна
Наталья Павловна Ерохина (род. 16 сентября 1951, Сталинград) — советский и российский тренер по лёгкой атлетике. Заслуженный тренер России (2000).

## Биография
Наталья Павловна Ерохина родилась 16 сентября 1951 года в Сталинграде. 
В 1971 году окончила Волгоградский государственный институт физической культуры. Работает старшим тренером-преподавателем в СДЮСШОР № 10 города Волгограда.
За свою тренерскую карьеру Наталья Павловна подготовила ряд мастеров спорта России и мастеров спорта международного класса, среди которых:
- Михаил Попов — двукратный серебряный призёр Паралимпийских игр 2000 в беге на 100 и 200 м (класс T38), чемпион мира 2001 года[2][3],
- Ирина Косько — бронзовый призёр чемпионата России в помещении 2014 года в тройном прыжке[4],
- Сергей Сиротин — чемпион первенства мира 2012 года в тройном прыжке среди спортсменов с ПОДА,
- Нелли Халанская — призёр первенства СССР среди молодёжи.

## Награды и звания
- Медаль «Ветеран труда».
- Знак «Отличник народного образования России».
- Почётное звание «Заслуженный тренер России» (2000).
- Почётная грамота Волгоградской областной думы (2011)[5].
- Вошла в список лучших тренеров адаптивного спорта Волгоградской области (2012)[6].